# Hydraena bisinuloba
Hydraena bisinuloba (лат.) — вид жуков-водобродок рода Hydraena из подсемейства Hydraeninae. Назван bisinuloba по бисинуатному краю дистального отростка эдеагуса.

## Распространение
Встречаются на Мадагаскаре.

## Описание
Водобродки мелкого размера (около 2 мм), удлинённой формы. Дорзум с головой и пронотальным диском темно-коричневый до светло-коричневого цвета; пронотум с полями светло-коричневый до коричневого; надкрылья коричневые; ноги светло-коричневые до буроватых; нижнечелюстные щупики буроватые, дистальная 1/3 последнего пальпомера немного темнее. Голова с наличником умеренно мелко пунктирована; лоб крупно густо пунктирован, междоузлия узкие. Пронотум крупно густо и глубоко пунктирован, блестящий. Ментум и постментум слабо морщинистые, тусклые. Очень похож по размеру и габитусу на H. quatriloba; для надежного определения потребуется препарирование самцов. Дистальный отросток имеет разную форму у этих двух видов, помимо других различий в эдеагусе. Взрослые жуки, предположительно, как и близкие виды, растительноядные, личинки плотоядные.

## Классификация
Вид был впервые описан в 2017 году американским энтомологом Philip Don Perkins (Department of Entomology, Museum of Comparative Zoology, Гарвардский университет, Кембридж, США) по типовым материалам с острова Мадагаскар. Включён в состав подрода Monomadraena вместе с видами H. bispica, H. quatriloba, H. impressicollis, H. bergsteni и H. furcula.